# 道北ブロックリーグ
道北ブロックリーグ（どうほくぶろっくりーぐ）北海道北部で行われていたサッカーリーグである。

## 概要
北海道サッカーリーグの下部にあたるブロックリーグ（他の都府県における都道府県リーグに相当）5つのうちの1つである。
以下の地区協会のクラブチームが参加し、それら地区協会との間でチームの入れ替えが行われる。
- 上川管内南部・留萌管内南部のクラブチーム - 旭川地区サッカー協会 - ウェイバックマシン（2005年2月16日アーカイブ分）
- 上川管内北部・留萌管内北部のクラブチーム - 道北地区サッカー協会
- 空知管内北部のクラブチーム - 北空知地区サッカー協会
- 宗谷管内のクラブチーム - 宗谷地区サッカー協会（2005年宗谷サテライトサッカー協会として発足。2007年改称）

2011年までは、空知管内南部（空知地区サッカー協会）のチームも参加していたものの、2012年以降は道央ブロックリーグに参加するものとされた。
2019年より、道北ブロックリーグに代わって道央・道北ブロックリーグが発足し、前年度に道北ブロックリーグならびに道央ブロックリーグに出場していたチームの一部が参加することとされた。

### リーグ形式
6チームによる2回戦総当たりで順位を決定する。2007年までは8チームによる1回戦総当たり、2017年は5チームによる2回戦総当りで行い奇数の為各節1チームは休みであった。

### 昇格
リーグ1位のチームはブロックリーグ決勝大会の参加権利を得る。同大会で定められた成績を収めると北海道サッカーリーグ昇格となる。

### 降格
- 2010年度の規定では、4位以下のチームが各地区リーグの代表チームと入れ替え戦を行い、勝利したチームが次年度道北ブロックリーグ所属となる[4]。
- 2011年度・2012年度は、ブロックリーグの5ブロック制移行に伴い、入れ替え戦は別途運営委員会で決定する。[5][6]
  - なお2012年については、詳細なレギュレーションは不明であるものの、5位のBiei FC Grazieが旭川地区1位の2000Selectionと入れ替え戦を行い、Biei FC Grazieが残留を決めている[7][8]。

昇降格に関しては、JFL・北海道リーグの昇格降格数により変更があり、詳しくは各協会の協議のうえ決定する。

## 年度別成績
- 太字 ：北海道リーグ昇格
- *：2012年からのブロック割り変更に伴い道央ブロックリーグに移ったチーム

### 2003年 - 2007年
| 年度 | 1位      | 2位              | 3位              | 4位       | 5位        | 6位        | 7位          | 8位            | 出典  |
| ---- | -------- | ---------------- | ---------------- | --------- | ---------- | ---------- | ------------ | -------------- | ----- |
| 2003 | ACSC     | 旭蹴会           | 北蹴会           | 龍神      | ナイエFC   | ベアーズ   | 稚内FC       | 名寄SC         |       |
| 2004 | ACSC     | FC Menino        | 旭蹴会           | 北蹴会    | 空知クラブ | 稚内FC     | 龍神         | 留萌キッカーズ |       |
| 2005 | ナイエFC | 旭蹴会           | 稚内FC           | KSC       | FC Menino  | 空知クラブ | 龍神         | 留萌キッカーズ |       |
| 2006 | 北蹴会   | 旭蹴会           | 稚内FC           | KSC       | FC Menino  | ナイエFC   | 空知クラブ   | 留萌キッカーズ |       |
| 2007 | 旭蹴会   | リオグージョ旭川 | サンクFCくりやま | FC Menino | ナイエFC   | 稚内FC     | 滝川コスモス | KSC            | [ 9 ] |

### 2008年 - 2018年
| 年度 | 1位              | 2位                  | 3位                      | 4位              | 5位            | 6位           | 出典   |
| ---- | ---------------- | -------------------- | ------------------------ | ---------------- | -------------- | ------------- | ------ |
| 2008 | サンクFCくりやま | ナイエFC             | 岩見沢FC北蹴会           | リオグージョ旭川 | 旭蹴会         | 稚内FC        | [ 10 ] |
| 2009 | サンクFCくりやま | 岩見沢FC北蹴会       | 旭蹴会                   | リオグージョ旭川 | ナイエFC       | 稚内FC        | [ 11 ] |
| 2010 | 岩見沢FC北蹴会   | ナイエFC             | FC Menino                | サンクFCくりやま | 旭蹴会         | 稚内FC        | [ 12 ] |
| 2011 | FC Menino*       | サンクFCくりやま*    | ナイエFC                 | VERDELAZZO旭川   | 稚内FC         | 三笠FC EASTER | [ 13 ] |
| 2012 | ナイエFC         | VERDELAZZO旭川       | 旭蹴会                   | リオグージョ旭川 | Biei FC Grazie | CLUBE TREVO   | [ 14 ] |
| 2013 | VERDELAZZO旭川   | ナイエFC             | 旭蹴会                   | リオグージョ旭川 | Biei FC Grazie | CLUBE TREVO   | [ 15 ] |
| 2014 | VERDELAZZO旭川   | 稚内FC               | リオグージョ旭川         | 旭蹴会           | ナイエFC       | CLUBE TREVO   | [ 16 ] |
| 2015 | VERDELAZZO旭川   | 旭蹴会               | リオグージョ旭川         | Biei FC Grazie   | 稚内FC         | CLUBE TREVO   | [ 17 ] |
| 2016 | 旭蹴会           | 旭川FC 2000SELECTION | 稚内FC                   | リオグージョ旭川 | 美瑛FC         | CLUBE TREVO   | [ 18 ] |
| 2017 | VERDELAZZO旭川   | 旭川FC 2000SELECTION | リオグージョ旭川         | CLUBE TREVO      | BIEI FC Grazie |               | [ 19 ] |
| 2018 | 旭蹴会           | 旭川FC 2000SELECTION | 國學院短期大学サッカー部 | リオグージョ旭川 | S.S.C          | CLUBE TREVO   | [ 20 ] |

## 歴代参加クラブ
空知地区
- 北蹴会/岩見沢FC北蹴会（2003 - 2004年・2006年・2008 - 2010年）
- 龍神（2003 - 2005年）
- FC Menino（2004 - 2007年・2010 - 2011年）
- サンクFCくりやま（2007 - 2011年）
- 三笠FC EASTER（2011年）

北空知地区
- ナイエFC（2003年・2005 - 2014年）
- 空知クラブ（2004 - 2006年）
- 滝川コスモス（2007年）
- CLUBE TREVO（2012 - 2018年）
- 國學院短期大学サッカー部（2018年）

旭川地区
- ACSC/リオグージョ旭川（2003 - 2004年・2007 - 2009年・2012 - 2018年）
- 旭蹴会（2003 - 2010年・2012 - 2016年・2018年）
- ベアーズ（2003年）
- 留萌キッカーズ（2004 - 2006年）
- K.S.C（2005 - 2007年）
- VERDELAZZO旭川（2011 - 2015年・2017年）
- Biei FC Grazie/美瑛FC/BIEI FC Grazie（2012 - 2013年・2015 - 2017年）
- 旭川FC 2000SELECTION（2016 - 2018年）
- S.S.C（サフォークランド士別サッカークラブ）（2018年[21]）[注 1]

道北地区
- 名寄SC（2003年）

宗谷地区
- 稚内FC（2003 - 2011年・2014 - 2016年） - 宗谷地区サッカー協会発足前は道北地区サッカー協会所属だった